# Reason Rally

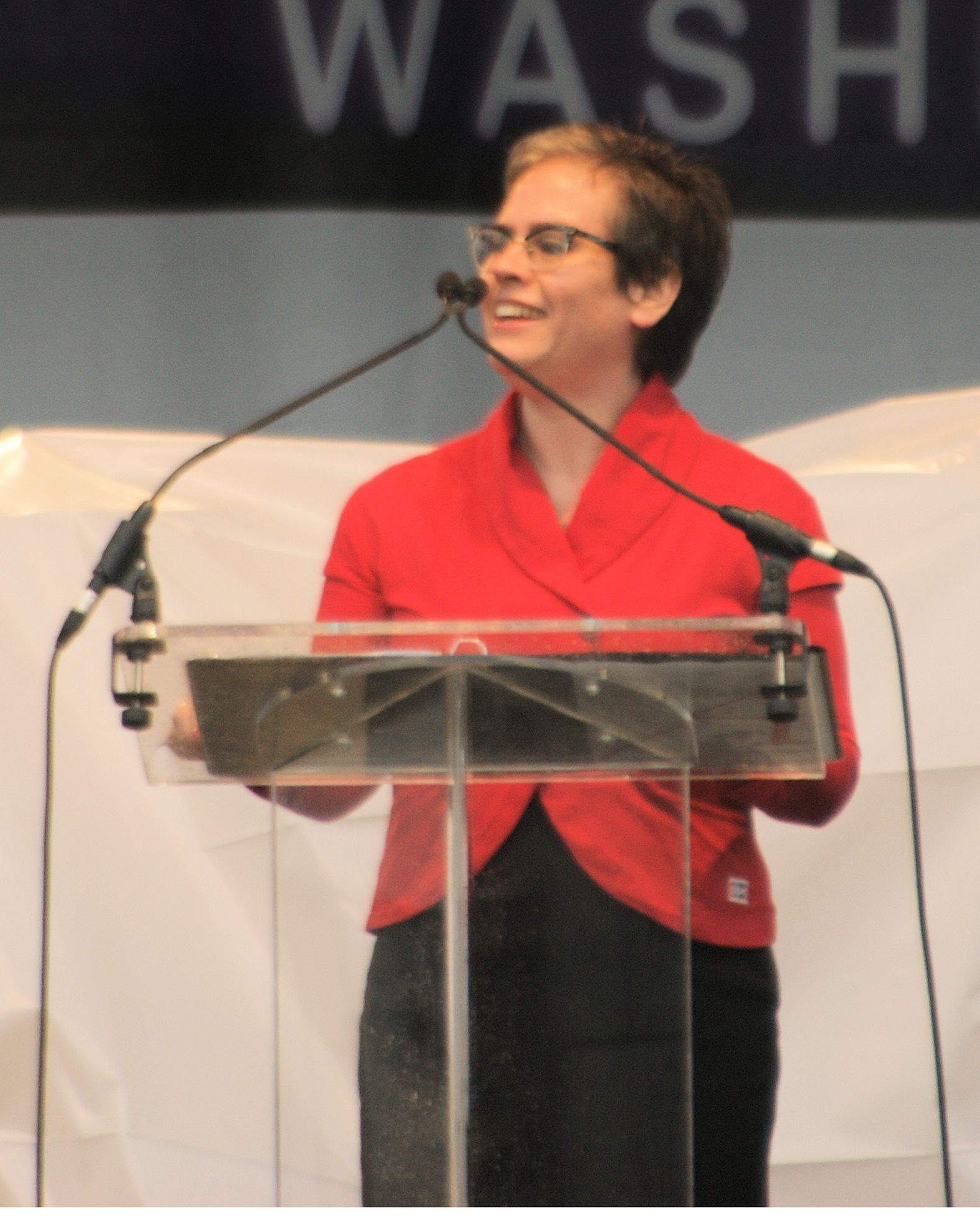
Greta Christina hablando en la Reason Rally. The National Mall, Washington D. C. - 24 de marzo de 2012

El Reason Rally fue una marcha por el laicismo y el ateísmo que tuvo lugar el 24 de marzo de 2012 en el National Mall de Washington D. C., Estados Unidos. Estuvo apoyado por las mayores organizaciones ateas y laicas de Estados Unidos y fue visto como "el Woodstock de personas ateas y escépticas".
Algunas de las personas que hablaron en público fueron el biólogo Richard Dawkins, el músico Tim Minchin, el presentador de MythBusters Adam Savage, el actor Eddie Izzard, Paul Provenza, PZ Myers, Jessica Ahlquist, Dan Barker, o el mago James Randi, entre otras. Actuó la banda de rock Bad Religion y algunas personas como Pete Stark, Tom Harkin, Bill Maher o Penn Jillette participaron por videoconferencia.
Los participantes recitaron el Juramento de Lealtad omitiendo deliberadamente la frase "under God", añadida por el Congreso de EE. UU. en 1954. Hubo representantes de los veteranos de las Fuerzas Armadas de los Estados Unidos y el coronel jubilado Kirk Lamb, habló sobre sus juramentos laicos en el ejército. Se animó a los asistentes a contactar con los representantes locales y nacionales para preguntarles sobre la separación Iglesia-Estado, la ciencia en la educación, la igualdad en el matrimonio para gais y lesbianas y el final del apoyo financiero del gobierno a las organizaciones religiosas.
Según se afirma en su sitio web, el objetivo del Reason Rally fue "unificar, energizar y empoderar a la población laica de todo el país y contestar a las opiniones negativas de parte de la sociedad estadounidense sobre el laicismo". Según The Atlantic, el evento congregó a cerca de 20.000 personas.

## Patrocinadores
- Alianza Laica de Estudiantes
- Asociación de militares ateos y librepensadores
- Asociación Humanista Estadounidense
- Ateos de América
- Atheist Alliance of America
- Atheist Nexus
- Camp Quest
- Center for Inquiry
- Foundation Beyond Belief
- Freedom From Religion Foundation
- Freethought Society
- Fundación Educativa James Randi
- Movimiento Brights
- National Atheist Party
- Richard Dawkins Foundation
- Secular Coalition for America
- Society for Humanistic Judaism
- Stiefel Freethought Foundation
- United Coalition of Reason
- Washington Area Secular Humanists